# Рачкі-Ельбльонські
Рачкі-Ельбльонські (пол. Raczki Elbląskie, нім. Unter Kerbswalde) — село в Польщі, у гміні Ельблонґ Ельблонзького повіту Вармінсько-Мазурського воєводства.
Населення — 169 осіб (2011).
У 1975-1998 роках село належало до Ельблонзького воєводства.

## Демографія
Демографічна структура станом на 31 березня 2011 року:
|          | Загалом | Допрацездатний вік | Працездатний вік | Постпрацездатний вік |
| -------- | ------- | ------------------ | ---------------- | -------------------- |
| Чоловіки | 92      | 25                 | 58               | 9                    |
| Жінки    | 77      | 15                 | 49               | 13                   |
| Разом    | 169     | 40                 | 107              | 22                   |